# 카우보이 비밥 (드라마)
《카우보이 비밥》(영어: Cowboy Bebop)은 넷플릭스에서 2021년 11월부터 방영된 미국의 SF 드라마이다. 일본 애니메이션 《카우보이 비밥》을 실사화한 작품이다. 시즌 1을 끝으로 캔슬되었다.

## 출연진

### 주연
- 존 조 - 스파이크 슈피겔 역
- 무스타파 샤키르 - 제트 블랙
- 대니엘라 피네다 - 페이 발렌타인
- 엘리나 사틴 - 줄리아
- 앨릭스 해셀 - 비셔스

### 조연
- 타마라 투니 - 아나
- 메이슨 알렉산더 박 - 그렌
- 잔 우딘 - 아시모프
- 리디아 페컴 - 카테리나
- 에이드리엔 바보 - 마리아 머독
- 로드니 쿡 - 테디 봄버
- 아이라 먼 - 펀치
- 루시 커리 - 주디
- 조시 랜들 - 피에로 르푸
- 제프 스털츠 - 차머스
- 레이철 하우스 - 마오
- 앤 쭝 - 신
- 호아쑤언데 - 린